# 越島羽空
越島羽空，日本插畫家，第15回電擊插畫大賞銀賞得主。

## 主要作品

### 小說插畫
- 《平行戀人》（靜月遠火著，電擊文庫/台灣角川/天聞角川）
- 《古書堂事件手帖》（三上延著，MediaWorks文庫/台灣角川/天聞角川）
- （著，Super Dash文庫）
- 《階梯島系列》（河野裕著，新潮文庫nex／東立輕文選）

```
   ·消失吧，群青
   ·即使是那片虛假的潔白
   ·名為戀情的不潔之紅
   ·凶器是毀壞之黑的呼喊
```

## 參注
1. ↑  天聞角川方面的中文譯名，台灣角川則沿用日文原名。
2. ↑  . ASCII MEDIA WORKS.   [2014-06-11]. （原始内容存档于2014-07-14） （日语）.